# Pentax MX
Pentax MX es una cámara reflex de un solo objetivo producida por Asahi Optical Co., denominada posteriormente como Pentax of Japan entre 1976 y 1985. Fue la cámara profesional insignia de Pentax hasta el lanzamiento de Pentax LX. Internamente la versión MX es una versión mas pequeña y liviana de Pentax KX, y tiene poco en común con el resto de las Pentax de Serie M. Sin embargo, la MX fue diseñada como una gemela mecánica de la exitosa cámara de iniciación Pentax ME. Las funciones de previsualización de profundidad de campo y temporizador la distinguen de la Pentax K1000, con un diseño más antiguo y económico.
Cuenta con una construcción robusta, completamente manual, incluyendo un obturador mecánico de plano focal. Carece de sistemas de autofoco o modos de exposición automática, tales como prioridad de apertura, prioridad de velocidad o programa completo. Solo el exposímetro funciona con baterías.
Como todas las Pentax posteriores al uso de la montura M42, la MX acepta objetivos de montura K (exceptuando los lentes FA-J Y DA sin anillos de apertura). 

## Historia
Pentax MX fue creada como reacción al lanzamiento de la Olympus OM-1 en 1972. La Olympus rompió la tendencia de la época donde la mayoría de las cámaras del mercado eran grandes, pesadas y sofisticadas. La OM-1 ofreció un cuerpo ligero y un funcionamiento casi completamente mecánico, exceptuando el exposímetro. Aunque otras compañías respondieron al reto aumentando el uso de plástico en la construcción de las cámaras (Canon), o aumentando el uso de funciones y mecanismos electrónicos (Minolta), Pentax decidió seguir el mismo concepto de la OM-1. Partiendo de la base de la Pentax KX, se redujo su tamaño y se modificaron algunos componentes (el exposímetro cambio de un indicador de aguja a LEDs) y funciones (sin el mirror lockup), resultando en una de las SLR mas pequeñas jamás fabricadas.
Debido a su falta de funciones automáticas, y su excelente conjunto de controles manuales, Pentax MX es a menudo recomendada a estudiantes de fotografía para que practiquen su técnica. 

## Accesorios
Siguiendo la práctica de los sistemas fotográficos, se fabricaron para la Pentax MX una gran variedad de accesorios, entre ellos: 
- Data Back y Data Dial MX: Tapas traseras que imprimen en el negativo datos tales como la fecha, la apertura, la velocidad y la ISO.
- Bulk Film Magazine MX: Una tapa trasera que almacena película a granel, y permite tomar hasta 250 exposiciones de maneras continua.
- Winder MX y Motor MX: Bobinadoras motorizadas que avanzan la película de manera automática, uno a uno y en modo ráfaga.
- Pantallas de enfoque.
  - SC1: vidrio esmerilado, estigmómetro, anillo de microprismas (pantalla estándar).
  - SA1: vidrio esmerilado, parche de microprismas.
  - SA3: vidrio esmerilado, parche de microprismas, para objetivos de gran apertura.
  - SB1:  vidrio esmerilado, estigmómetro.
  - SD1: vidrio esmerilado, colimador cruzado.
  - SD11: imagen aérea, colimador cruzado.
  - SG: vidrio esmerilado, Cuadricula.
  - SI: vidrio esmerilado, eje.

Algunos de los accesorios para Pentax MX
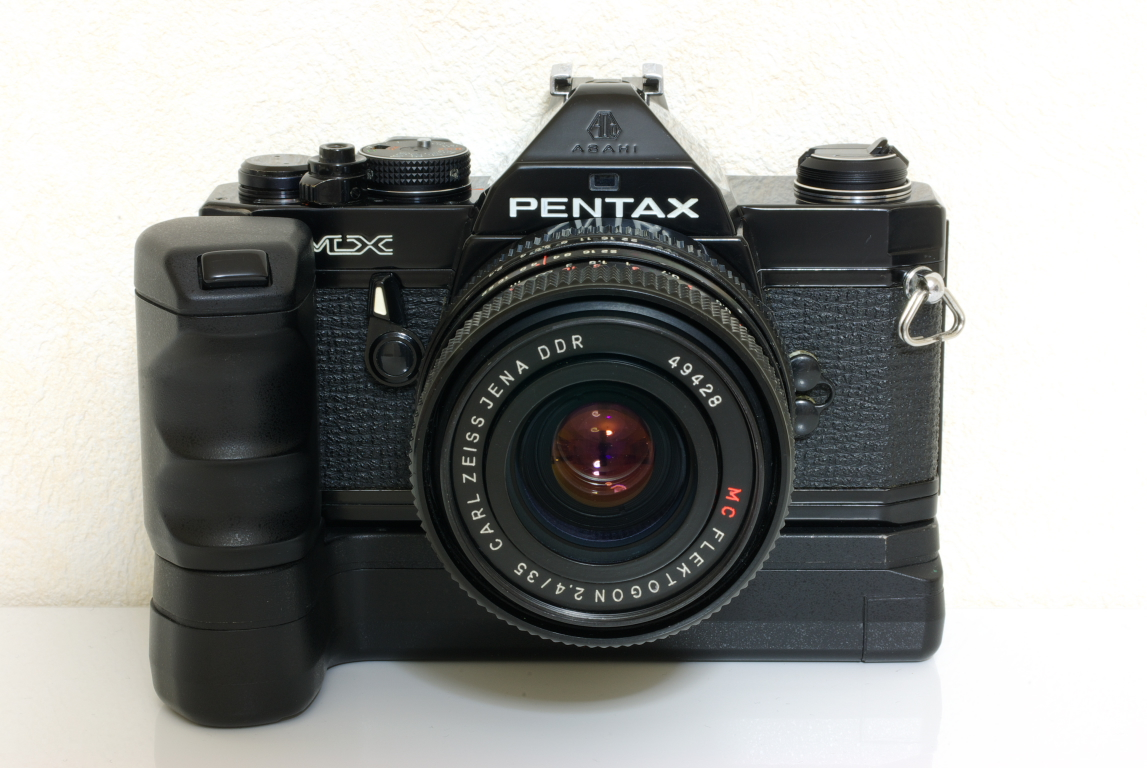
PENTAX MX (cuerpo negro) equipada con bobinador Winder MX y objetivo MC Flektogon 2.4 / 35 Carl Zeiss Jena.
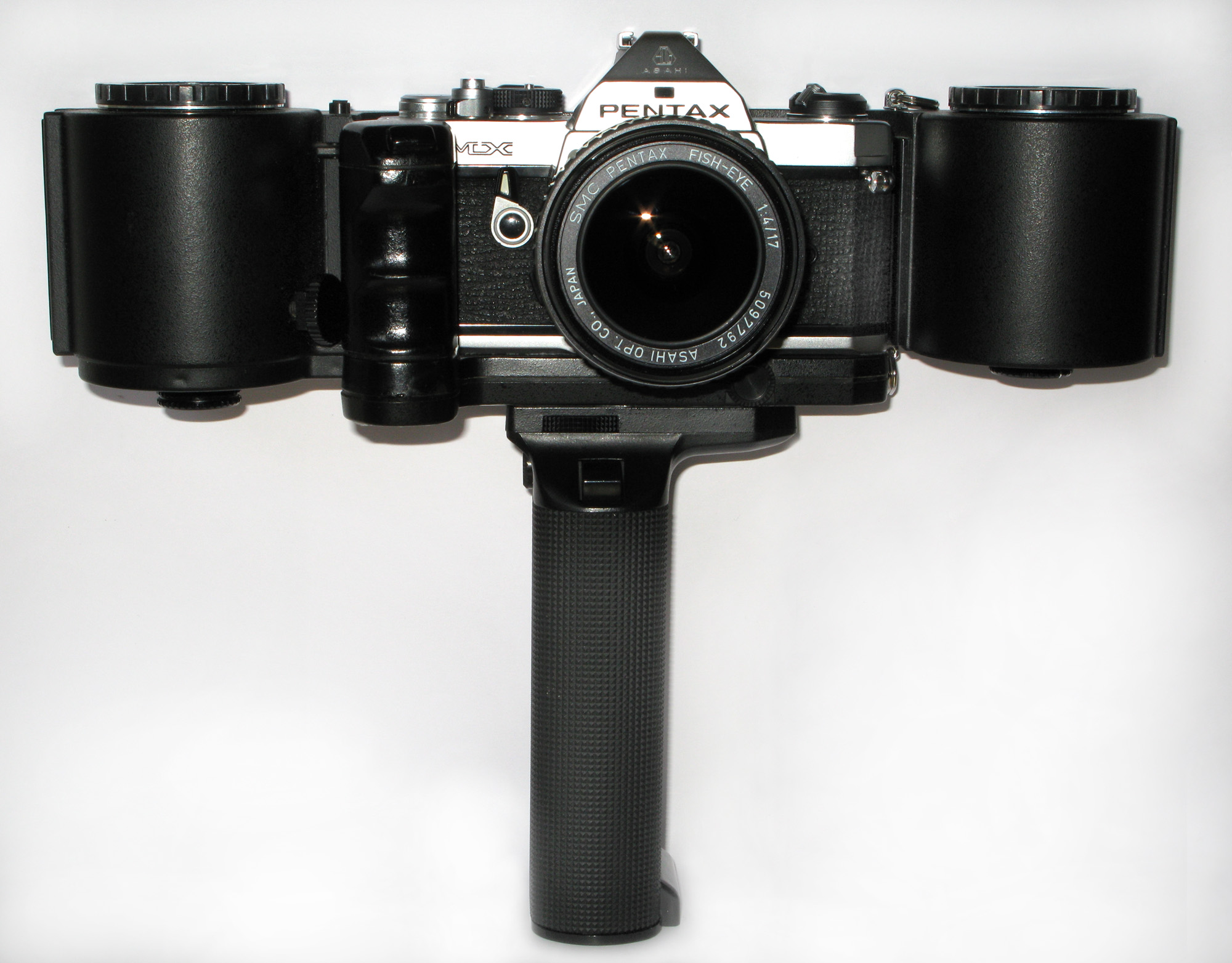
Pentax MX equipada con el bobinador Motor MX y el almacen de pelicula a granel Bulk Film Magazine MX.